# Gailtaler Höhenweg

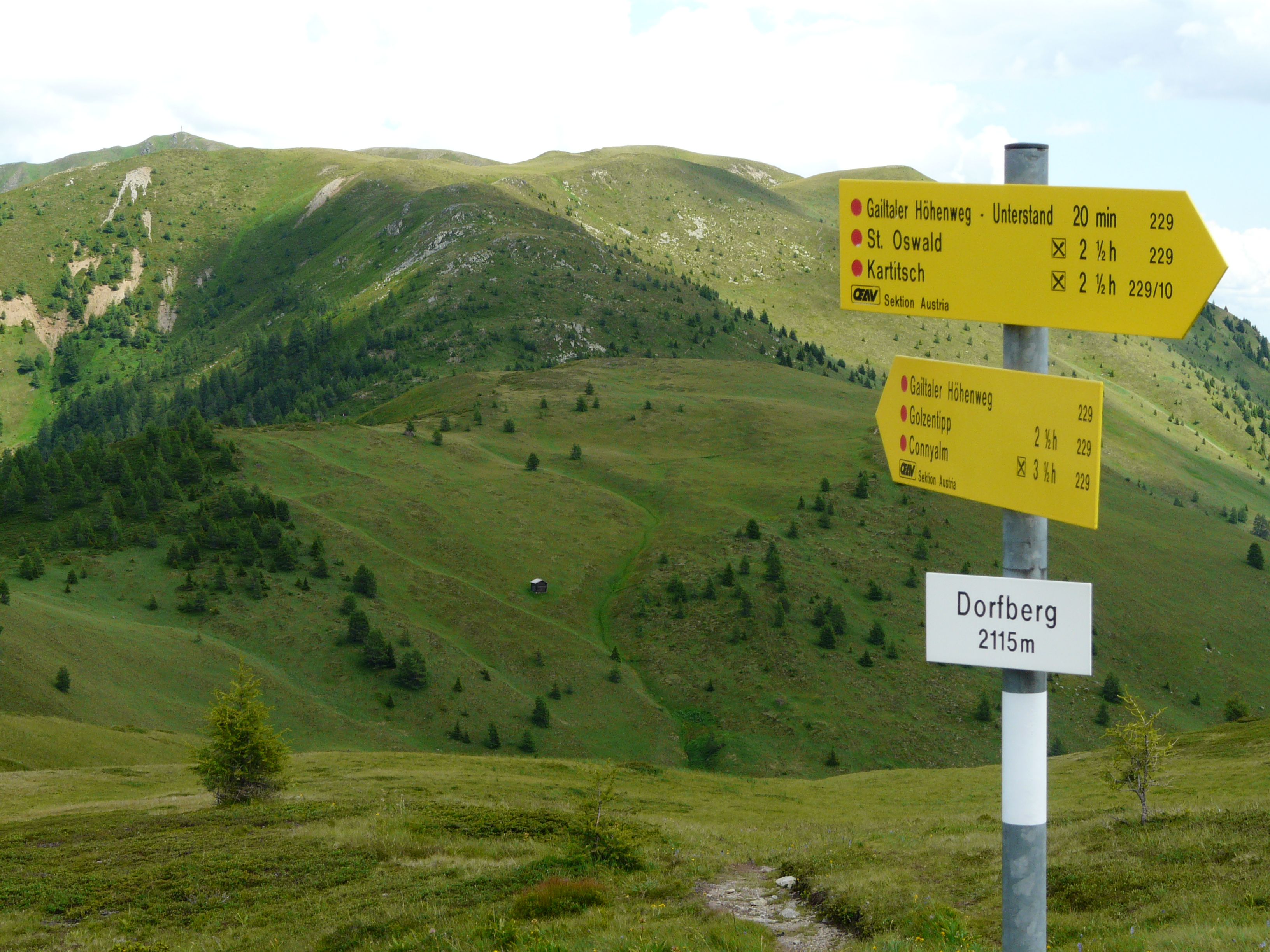
Gailtaler Höhenweg am Dorfberg (2115 m)

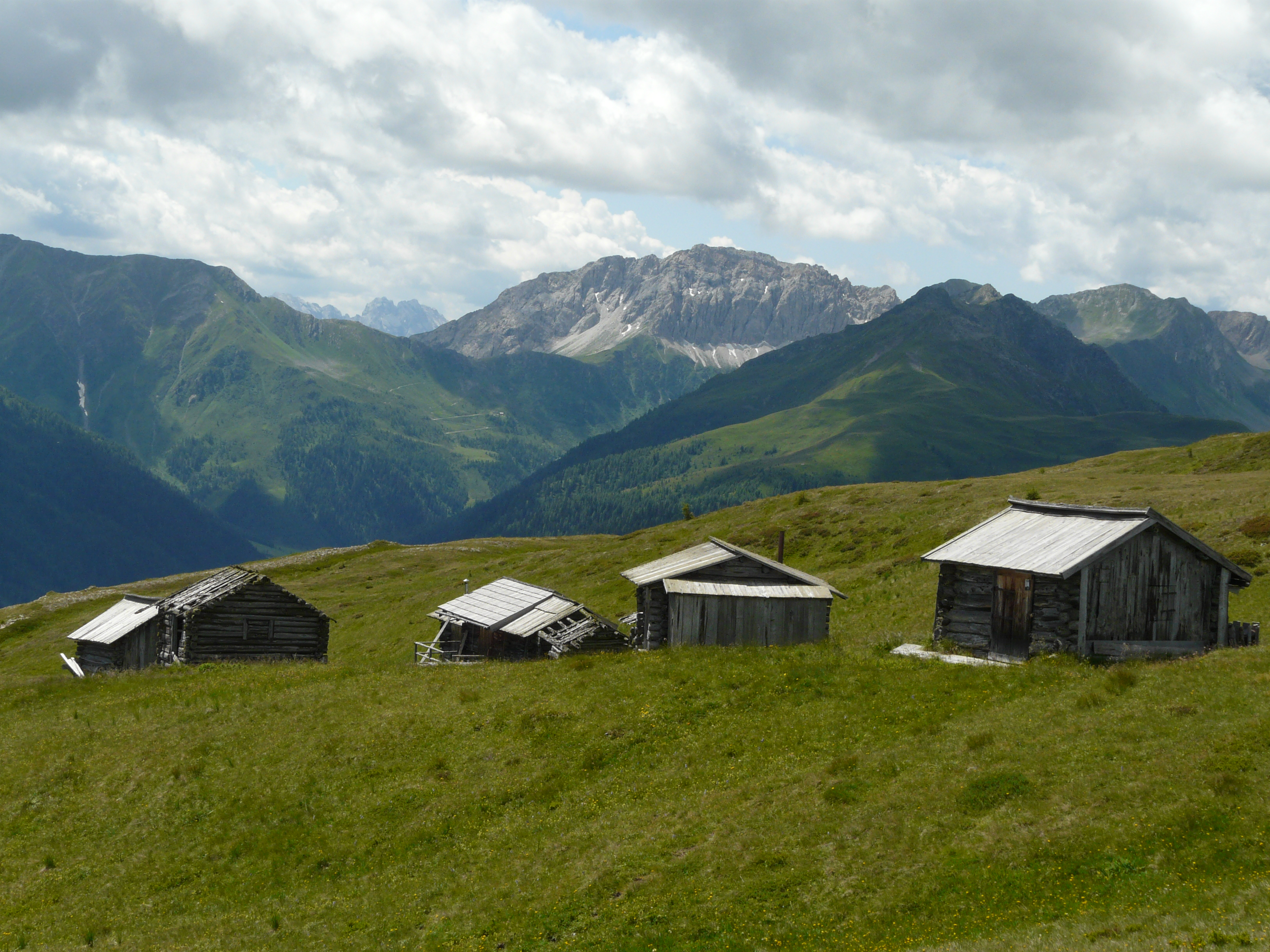
Blick vom Jochsee unterhalb des Golzentipps: Porze

Der Gailtaler Höhenweg ist ein etwa 150 Kilometer langer, teilweise hochalpiner Wanderweg in den Gailtaler Alpen (südwestliches Kärnten). Der Osttiroler Abschnitt durch die Lienzer Dolomiten wird aber meist nicht dazugezählt.

## Beschreibung
Ähnlich wie der – parallel und südlich der Gail – verlaufende Karnische Höhenweg bietet der Gailtaler Höhenweg immer wieder die Möglichkeit, auf dem Hauptkamm des Gebirges (etwa 2.000 bis 2300 m ü. A.) zu bleiben oder über eine der Almen in eines der Hochtäler und zu den Flüssen Drau (im Norden) oder Gail (im Süden) abzusteigen.
Der Wanderweg durchzieht über etwa 100 km Luftlinie die ganze Gailtaler Alpenkette, ist aber nur im Westteil ein echter Höhenweg. Die Osthälfte wird von Tälern zerteilt, sodass hier die Besteigung von Einzelgipfeln überwiegt.
Der Westteil tangiert zwar alle höheren Bergstöcke, führt aber nur auf die leichter begehbaren Gipfel. Seine beiden höchsten Punkte sind (auch hinsichtlich der Fernsicht) die Jauken mit 2276 m und der Reißkofel mit 2371 m ü. A. Ausgespart wird u. a. der äußerst schroffe Spitzkofel (2223 m), während den Reißkofel ein versicherter Steig erschließt und andererseits der Sattelnock (2033 m) im Osten bei Weißbriach einen leichten Beginn des Weges ermöglicht. Unterkünfte gibt es auf einigen Berghütten in Hochtälern, eventuell auf im Sommer bewirtschafteten Almen und westlich des Reißkofels in der Reißkofel-Biwakschachtel.

## Verlauf
Die Begehung des Höhenweges ist in beide Richtungen möglich. Die Wegstrecken sind – an der Landesgrenze Osttirol/Kärnten beginnend:
- im Westteil: St. Oswald bei Kartitsch (1360 m) – Golzentipp (2317 m) – Tuffbad – Lumkofel – Auf der Mussen (1855 m) – Röten – Gailbergsattel – Kötschacher Ochsenalm – Jukbichl (1889 m) – Dellacher Alm (1667 m) – Jauken (bis 2276 m) – Jaukensattel – Reißkofel-Biwakschachtel – Reißkofel (versichert) – Köfeletörl – Sattelnock – Weißbriach oder Kreuzbergsattel. Vom Rötenkreuz bis Warmbad-Judendorf im Süden von Villach verlaufen die Etappen 25 bis 30 des Julius Kugy Alpine Trail[1][2] auf dem Gailtaler Höhenweg (GHW).
- der Ostteil ist weniger begangen und von einigen Tälern unterbrochen. Er führt in mehreren Varianten entweder südlich oder nördlich des Weißensees (mit 930 m höchstgelegener Badesee der Alpen) vorbei.
  - Im Süden über den Golz (2.004 m) und den Radniger Sattel (1.558 m) zum Spitzegel (2.119 m). Von dort entweder Abstieg zum Pressegger See oder weiter am Grat der Graslitzen (2.044 m) zur Windischen Höhe (1.110 m). Eine Fortsetzung über den Kobesnock (1.820 m) oder beliebter über den Dobratsch (2.166 m, Naturschutzgebiet) mit Abstieg nach Villach ist möglich.
  - Im Norden des Weißensees führt der Weg über Latschur (2.236 m) und Hohe Staff (2.217 m) zum Goldeck (2.142 m), von dort Abstieg nach Spittal an der Drau oder Abfahrt mit der Seilbahn. Geologisch hebt sich das Goldeck durch sein kristallines Gestein vom Rest der Gailtaler Alpen ab.[3]